# Gió lốc

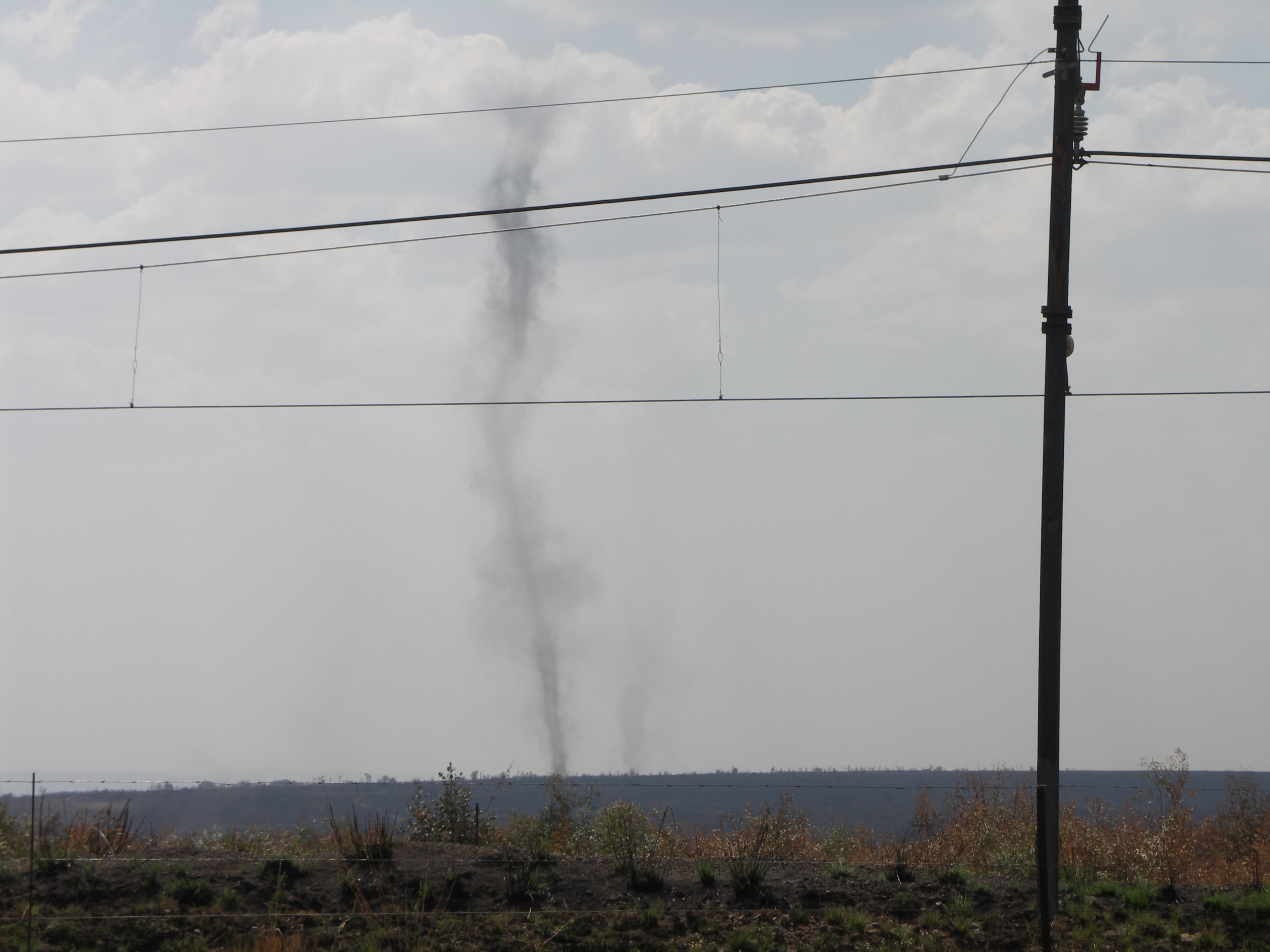
Gió lốc

Gió lốc (tiếng Anh: whirlwind) là luồng không khí xoáy có vận tốc lớn được hình thành trong phạm vi hẹp và tan đi trong thời gian ngắn.
Gió lốc là hiện tượng khí tạo xoáy trong đó gió trong hoàn lưu nhỏ cỡ hàng chục, hàng trăm mét. Cần phân biệt với vòi rồng là lốc xoáy với quy mô lớn và sức tàn phá mạnh. Gió lốc là những xoáy không khí nhỏ cuốn lên, có trục thẳng đứng, thường xảy ra khi khí quyển có sự nhiễu loạn và về cơ bản thì không thể dự báo được.
Gió lốc thường được nhắc đến cùng với tố và vòi rồng, ta cũng thường nói ghép: "tố lốc" vì hai hiện tượng này thường xảy ra chung.

## Nguyên nhân
Nguyên nhân sinh gió lốc là những dòng khí nóng bốc lên cao với cường độ mạnh.Trong những ngày hè nóng nực, mặt đất bị đốt nóng không đều nhau, một khoảng nào đó hấp thụ nhiệt thuận lợi sẽ nóng hơn, tạo ra vùng khí áp giảm và dòng thăng. Khi đó, không khí lạnh hơn ở chung quanh tràn đến tạo hiện tượng gió xoáy. Tốc độ gió của lốc tăng mạnh đột ngột trong một thời gian rõ rệt.